# Присоје (Дицмо)
Присоје је насељено место у саставу општине Дицмо, Сплитско-далматинска жупанија, Република Хрватска.

## Историја
До територијалне реорганизације у Хрватској налазило се у саставу старе општине Сињ.

## Становништво
На попису становништва 2011. године, Присоје је имало 643 становника.
| Број становника по пописима | Број становника по пописима | Број становника по пописима | Број становника по пописима | Број становника по пописима | Број становника по пописима | Број становника по пописима | Број становника по пописима | Број становника по пописима | Број становника по пописима | Број становника по пописима | Број становника по пописима | Број становника по пописима | Број становника по пописима | Број становника по пописима | Број становника по пописима |
| --------------------------- | --------------------------- | --------------------------- | --------------------------- | --------------------------- | --------------------------- | --------------------------- | --------------------------- | --------------------------- | --------------------------- | --------------------------- | --------------------------- | --------------------------- | --------------------------- | --------------------------- | --------------------------- |
| 1857                        | 1869                        | 1880                        | 1890                        | 1900                        | 1910                        | 1921                        | 1931                        | 1948                        | 1953                        | 1961                        | 1971                        | 1981                        | 1991                        | 2001                        | 2011                        |
| 413                         | 475                         | 506                         | 619                         | 456                         | 738                         | 759                         | 720                         | 734                         | 763                         | 752                         | 746                         | 742                         | 739                         | 649                         | 643                         |

### Попис1991.
На попису становништва 1991. године, насељено место Присоје је имало 739 становника, следећег националног састава:
| Попис 1991.‍  | Попис 1991.‍  | Попис 1991.‍ | Попис 1991.‍ | Попис 1991.‍ |
| ------------ | ------------ | ----------- | ----------- | ----------- |
|              |              |             |             |             |
| Хрвати       | Хрвати       |             | 728         | 98,51%      |
| Срби         | Срби         |             | 7           | 0,94%       |
| неопредељени | неопредељени |             | 1           | 0,13%       |
| непознато    | непознато    |             | 3           | 0,40%       |
| укупно: 739  |              |             |             |             |